# Campeonato Asiático de Atletismo de 2017 - 800 m masculino
A prova dos 800 metros masculino do Campeonato Asiático de Atletismo de 2017 foi disputada entre os dias 8 e 9 de julho de 2017 no Kalinga Stadium em Bhubaneswar, na Índia. 

## Recordes
Antes desta competição, os recordes mundiais e do campeonato nesta prova eram os seguintes:
|                       | Nome               | Nacionalidade | Tempo     | Local       | Data                |
| --------------------- | ------------------ | ------------- | --------- | ----------- | ------------------- |
| Recorde mundial       | David Rudisha      | Quênia        | 1m 40s 91 | Londres     | 9 de agosto de 2012 |
| Recorde do campeonato | Majed Saeed Sultan | Catar         | 1m 44s 27 | Incheon     | 2005                |
| Recorde asiático      | Yusuf Saad Kamel   | Bahrein       | 1m 42s 79 | Fontvieille | 29 de julho de 2008 |

## Medalhistas
| Ouro                     | Prata               | Bronze               |
| Ebrahim Al-Zofairi (KUW) | Jamal Hairane (QAT) | Jinson Johnson (IND) |

## Resultados

### Bateria

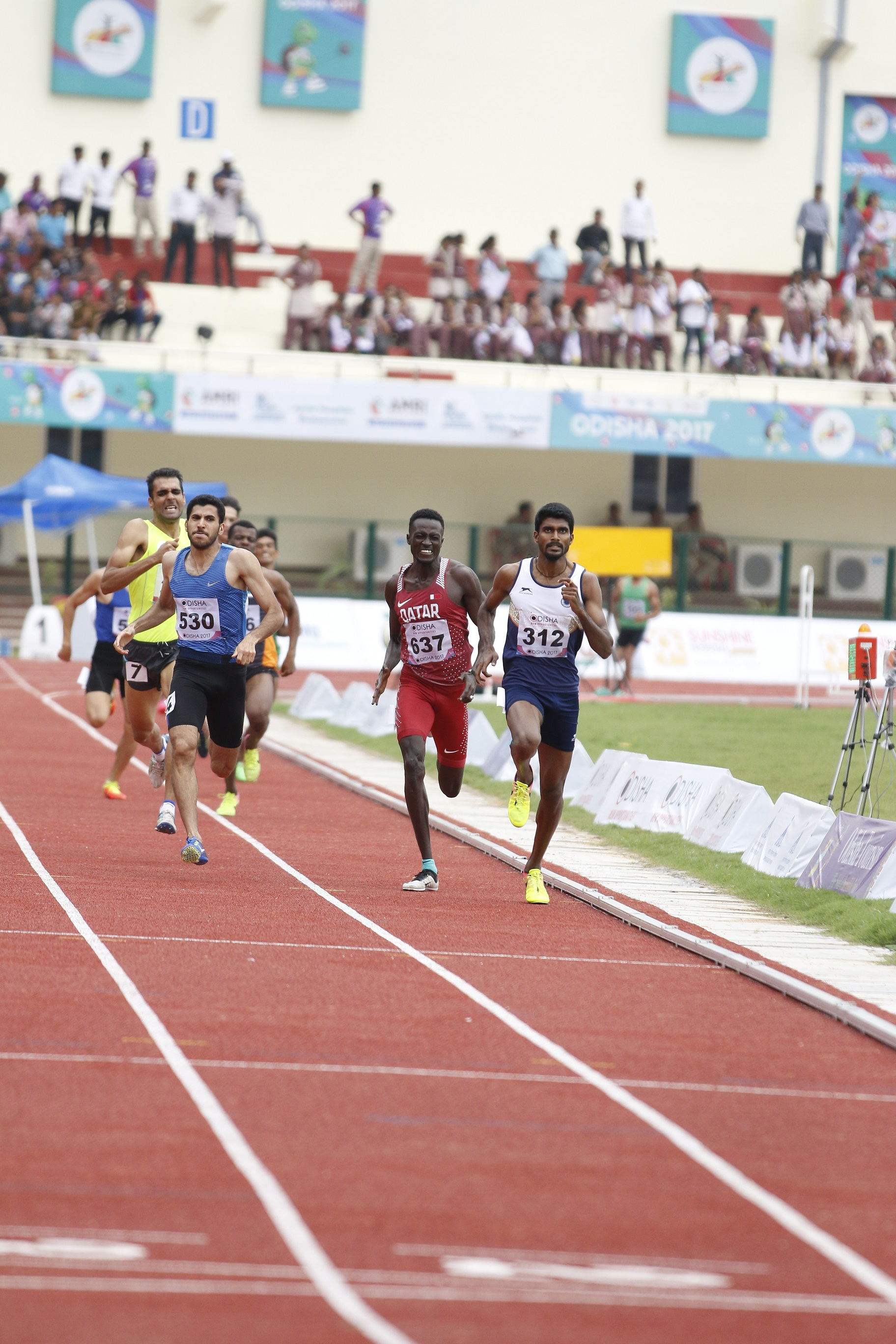
Bateria 1 em curso

Qualificação: 2 atletas de cada bateria  (Q) mais os 3 melhores qualificados (q). 
| Posição | Bateria | Atleta                   | Nacionalidade          | Tempo   | Notas |
| ------- | ------- | ------------------------ | ---------------------- | ------- | ----- |
| 1       | 2       | Sho Kawamoto             | Japão                  | 1:50.11 | Q     |
| 2       | 2       | Jamal Hairane            | Catar                  | 1:50.32 | Q     |
| 3       | 1       | Jinson Johnson           | Índia                  | 1:50.48 | Q     |
| 4       | 2       | Ma Junyi                 | China                  | 1:50.54 | q     |
| 5       | 1       | Mohamed Nasir Abbas      | Catar                  | 1:50.65 | Q     |
| 6       | 1       | Ebrahim Al-Zofairi       | Kuwait                 | 1:50.76 | q     |
| 7       | 1       | Amir Moradi              | Irão                   | 1:51.23 | q     |
| 8       | 3       | Vishwambhar Kolekar      | Índia                  | 1:51.62 | Q     |
| 9       | 3       | Indunil Madushan Herath  | Sri Lanka              | 1:51.70 | Q     |
| 10      | 3       | Ihab Jabbar Hashi Hashim | Iraque                 | 1:51.75 |       |
| 11      | 2       | Hassan Mayouf            | Emirados Árabes Unidos | 1:51.78 | PB    |
| 12      | 2       | Odilshokh Ismatov        | Tajiquistão            | 1:51.89 |       |
| 13      | 3       | Moslem Niadoost          | Irão                   | 1:52.33 |       |
| 14      | 3       | Taichi Ichino            | Japão                  | 1:52.36 |       |
| 15      | 2       | Kumal Som Bahadur        | Nepal                  | 1:52.56 |       |
| 16      | 1       | Musulman Dzholomanov     | Quirguistão            | 1:52.93 |       |
| 17      | 1       | Saud Al-Zaabi            | Emirados Árabes Unidos | 1:52.97 |       |
| 18      | 2       | Hung Yu-chao             | Taipé Chinesa          | 1:53.31 |       |
| 19      | 2       | Muhammad Hafis           | Indonésia              | 1:53.56 |       |
| 20      | 2       | Mohamad Hannouf          | Líbano                 | 1:53.61 |       |
| 21      | 3       | Jirayu Pleenaram         | Tailândia              | 1:54.09 |       |
| 22      | 1       | Mustafa Attwan           | Iraque                 | 1:54.33 |       |
| 23      | 1       | Khondokar Kibria         | Bangladesh             | 1:54.66 |       |
| 24      | 1       | Ahmed Al-Yaari           | Iêmen                  | 1:55.86 |       |
| 25      | 3       | Alexey Gussarov          | Cazaquistão            | 1:56.26 |       |
| 26      | 3       | Kamrul Hasan             | Bangladesh             | 1:56.42 |       |
| 27      | 3       | Khaled El Denawi         | Líbano                 | 1:57.86 |       |
| 28      | 1       | Ahmed Hassan             | Maldivas               | 1:58.01 |       |
| 29      | 2       | Wais Ibrahim Khairandesh | Afeganistão            | 1:58.75 |       |
| 30      | 1       | Sadat Khoshal            | Afeganistão            | 2:05.41 |       |
| 31      | 3       | Antônio Lopes            | Timor-Leste            | 2:09.87 |       |

### Final

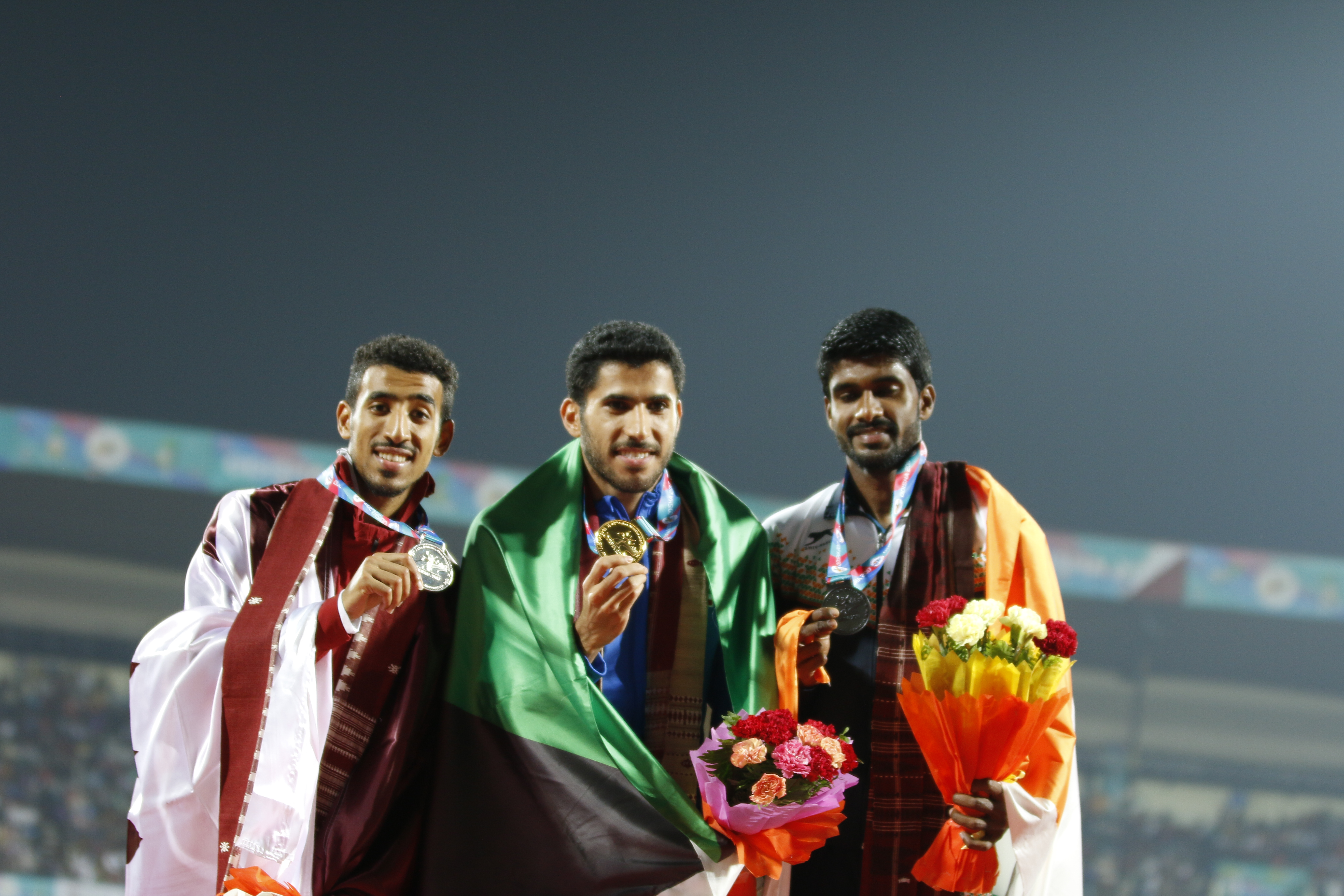
350px.Os finalistas recebendo as medalhas

| Posição           | Atleta                  | Nacionalidade | Resultados | Notas |
| ----------------- | ----------------------- | ------------- | ---------- | ----- |
| Medalha de ouro   | Ebrahim Al-Zofairi      | Kuwait        | 1:49.47    |       |
| Medalha de prata  | Jamal Hairane           | Catar         | 1:49.94    |       |
| Medalha de bronze | Jinson Johnson          | Índia         | 1:50.07    |       |
| 4                 | Mohamed Nasir Abbas     | Catar         | 1:50.16    |       |
| 5                 | Indunil Madushan Herath | Sri Lanka     | 1:50.57    |       |
| 6                 | Amir Moradi             | Irão          | 1:50.66    |       |
| 7                 | Ma Junyi                | China         | 1:50.98    |       |
| 8                 | Vishwambhar Kolekar     | Índia         | 1:51.07    |       |
| 9                 | Sho Kawamoto            | Japão         | 1:52.62    |       |

Legenda
| Recorde mundial       | Recorde mundial (World record)               |                       | Recorde africano                      | Recorde africano (African) |                                           | Q | Classificado por posição (Qualified) |
| Recorde do campeonato | Recorde do campeonato (Championship record)  | Recorde da América    | Recorde da América (Americas)         | q                          | Classificado por melhor tempo (Qualified) |   |                                      |
| Melhor marca do ano   | Melhor marca do ano (World leading)          | Recorde asiático      | Recorde asiático (Asian)              | DNS                        | Não largou (Did not start)                |   |                                      |
| Recorde nacional      | Recorde nacional (National record)           | Recorde europeu       | Recorde europeu (European)            | DNF                        | Não terminou (Did not finish)             |   |                                      |
| Recorde pessoal       | Recorde pessoal do atleta (Personal best)    | Recorde da Oceania    | Recorde da Oceania (Oceania)          | DSQ / DQ                   | Desclassificado (Disqualified)            |   |                                      |
| Recorde da temporada  | Recorde da temporada do atleta (Season best) | Recorde sul-americano | Recorde sul-americano (South America) | NM                         | Sem marca (No mark)                       |   |                                      |